# Amort (Band)
Amort ist eine 2007 gegründete Funeral-Doom-Band.

## Geschichte
Amort ist ein seit 2007 aktives Soloprojekt von Tobias Burch. Bis 2009 veröffentlichte Burch eine Reihe Demoaufnahmen und eine Split-EP mit The Comfort Wives im Selbstverlag unter dem Labelnamen Orobas Records sowie ein Demo, das über Aquarius Records erschien. Im Jahr 2009 erschien dann über das auf Vinyl-Veröffentlichungen bekannter Interpreten der Metal-Szene wie Nachtmystium, Sleep und Godflesh spezialisierte Kreation Records Winter Tales als Langspielplatte. Das Album fasste unterschiedliche Demobeiträge zusammen und ergänzte diese um das Stück Desert of Ice. Auf dies wenig rezensierte, aber positiv aufgenommene Album folgte 2011 eine Split-EP mit Ives, die über Boue Records veröffentlicht wurde.

## Stil
In einer Banddarstellung für das Webzine Doom-Metal.com wird die Musik als „minimalistisch, roh und grausam“ beschrieben, dabei sei sie „mehr auf Hässlichkeit als Depression fokussiert.“ Zum einordnenden Vergleich wird auf Genre-Vertreter wie Worship, Sinistra, Septic Flesh und Of Darkness verwiesen. Die Atmosphäre wird als „nihilistisch und doch warm und verträumt zugleich“ beschrieben. Die Musik kombiniere dem Genre entsprechend stark verzerrtes Gitarrenspiel mit klaren Klaviermelodien.

## Diskografie
- 2007: Weird Tales (Demo, Orobas Records)
- 2007: The Comfort Wives/Amort (Split-EP mit The Comfort Wives, Orobas Records)
- 2007: Winter Song (Demo, Aquarius Records)
- 2008: Dschungel/Fieber (Demo, Orobas Records)
- 2009: Winter Tales (Album, Kreation Records)